# (14428) Lazaridis
(14428) Lazaridis (1991 VM12) – planetoida z pasa głównego asteroid okrążająca Słońce w ciągu 5,67 lat w średniej odległości 3,18 j.a. Odkryta 8 listopada 1991 roku.